# Prothemus monochrous
Prothemus monochrous là một loài bọ cánh cứng trong họ Cantharidae. Loài này được Fairmaire, 189 miêu tả khoa học năm 1900.